# Cynorkis andohahelensis
Cynorkis andohahelensis är en orkidéart som beskrevs av Joseph Marie Henry Alfred Perrier de la Bâthie. Cynorkis andohahelensis ingår i släktet Cynorkis, och familjen orkidéer. Inga underarter finns listade i Catalogue of Life.